# Dobsonia
Dobsonia är ett släkte i familjen flyghundar med cirka 15 arter som främst förekommer på sydostasiatiska öar.

## Utseende
Dessa flyghundar kännetecknas av ett vingmembran som är sammanvuxet på ryggen. De har dessutom spetsiga öron och saknar klon vid pekfingret. Pälsen är hos de flesta arter brun med lågdagrar i oliv, grå eller svart. Kroppslängden (huvud och bål) varierar mellan 10 och 24 cm, svanslängden är bara 1,3 till 4 cm. Dobsonia minor är med cirka 70 gram den minsta arten och Dobsonia moluccensis som når upp till 600 gram är den största.

## Systematik och utbredning
Enligt en fylogenetisk studie från 2002 är Dobsonia närmast släkt med flyghunden Aproteles bulmerae som utgör ett eget släkte.
Beroende på taxonomi skiljs mellan 13 eller 14 arter. Den följande listan följer IUCN:
- Dobsonia anderseni - lever i Bismarckarkipelagen.
- Dobsonia beauforti - förekommer på mindre öar kring Fågelhuvudhalvön på Nya Guinea.
- Dobsonia chapmani - är endemisk för ön Negros, Filippinerna.
- Dobsonia crenulata - förekommer på Sulawesi, Halmahera och andra indonesiska öar.
- Dobsonia emersa - lever på mindre öar norr om västra Nya Guinea.
- Dobsonia exoleta - hittas på Sulawesi och mindre öar i samma region.
- Dobsonia inermis - är endemisk för Salomonöarna.
- Dobsonia minor - förekommer på Nya Guinea och mindre öar i området.
- Dobsonia moluccensis - lever på Nya Guinea, Kap Yorkhalvön i Australien, och på flera indonesiska öar. Dobsonia magna räknades tidigare som självständig art men anses numera som synonym till Dobsonia moluccensis.
- Dobsonia pannietensis - förekommer på mindre öar öster om Nya Guinea.
- Dobsonia peronii - förekommer på Små Sundaöarna.
- Dobsonia praedatrix - lever i Bismarckarkipelagen.
- Dobsonia viridis - hittas på flera öar väster om Nya Guinea.

## Ekologi
Arterna inom släktet vilar ofta i grottor och sällan i trädkronor som andra flyghundar. Födan utgörs av frukt och blommor. Beroende på art lever individerna mer eller mindre ensam. Över tusen individer av D. moluccensis har dock observerats i samma grotta. Även för andra arter inom släktet är flockar av dräktiga honor kända. Honor föder vanligen en unge per kull.

## Dobsoniaoch människor
IUCN kategoriserar merparten av arterna inom släktet som livskraftiga men Dobsonia chapmani kategoriseras som akut hotad (CR), Dobsonia emersa som sårbar (VU) och Dobsonia pannietensis som nära hotad (NT). Största hoten är habitatförstöring på grund av skogsavverkningar och vissa arter utstår även visst jakttryck.
Flyghundarnas avföring används ibland som gödsel (guano).